# 대한민국 헌법
대한민국 헌법(大韓民國憲法, 영어: Constitution of the Republic of Korea)은 대한민국의 정치 조직과 국민의 권리 및 의무를 규정한 최고법이다. 대한민국의 주권이 미치는 곳에 적용된다. 전문(前文)과 본문 130개조, 부칙 6개조로 구성된다. 대한민국 임시정부에서 제정한 대한민국 임시 헌법을 바탕으로 1948년 대한민국 정부 수립과 함께 제헌 헌법이 제정되었으며 이후로 아홉 차례 개정되었다.

## 현행 헌법의 제정
제5공화국을 거치면서 풀리지 않고 축적된 국민들의 민주화에 대한 열망은 1987년 6월 항쟁으로 폭발하게 된다. 간접선거에 대해 반발하는 국민과 야당은 직선제로의 개헌을 요구하였고, 1985년의 국회의원 선거에서 승리한 야당들은 이러한 과정에 더욱 큰 힘을 더하는 결과를 가져왔다.
결국 당시 민주정의당 대표위원이던 노태우는 6월 29일에 6·29 선언을 발표하여 여야 합의하의 대통령직선제 개헌을 통한 평화적인 정권 이양, 정치범의 전면적 사면과 복권, 언론의 자유 보장을 위한 제도의 개선, 대학 자율화 등의 8개항을 약속하였다. 이로 인해 직선제로의 개헌은 가속이 붙어, 여야간의 8자회담을 통해 헌법개정을 논의하여 1987년 9월 18일에 여야 공동으로 헌법개정안이 국회에 발의되었다. 10월 12일 의결된 개헌안은 27일에 국민투표로 확정되었고 10월 29일에 공포되었다. 
대한민국 헌법은 전문(前文)과 본문 총 10장 130개조, 부칙 6개조로 구성되어 있다.
- 전문
- 제1장 총강
- 제2장 국민의 권리와 의무
- 제3장 국회
- 제4장 정부
  - 제1절 대통령
  - 제2절 행정부
    - 제1관 국무총리
    - 제2관 국무회의
    - 제3관 행정각부
    - 제4관 감사원
- 제5장 법원
- 제6장 헌법재판소
- 제7장 선거관리
- 제8장 지방자치
- 제9장 경제
- 제10장 헌법개정
- 부칙

## 특징

### 최고의 기본법
헌법은 적어도 국내법에서는 모든 다른 법령보다 최고의 지위를 가진다. 따라서 대한민국 헌법은 대한민국의 최고법이며, 헌법과 일반 법률의 규정이 충돌하면 헌법이 우선적 지위를 가지게 된다.
대한민국 헌법은 미국 헌법(제6조 2항)이나 일본 헌법(제98조 1항), 독일 기본법(제20조 3항)처럼 명시적으로 헌법이 최고법임을 규정하고 있지는 않다. 그러나 일반 법률과 비교하여 더욱 엄격한 개정절차를 요구하는 점이나, 위헌법률심사제를 통해 헌법이 최고 기본법의 지위를 가진다는 것을 간접적으로 인정하고 있다. 위헌법률심사제는 헌법의 최고성을 나타내는 대표적인 제도이다.

### 성문헌법
많은 나라에서 헌법은 최고 기본법의 위치를 가지고, 헌법전이라는 문서의 형태로 쓰인다. 이렇게 형식적으로 헌법전의 형식을 가지고 있는 헌법을 성문헌법이라고 한다. 성문헌법에 대비되는 개념은 불문헌법 내지 관습헌법으로, 영국이 형식적인 단일 헌법전을 가지지 않기 때문에 불문헌법으로 분류된다.
대한민국의 헌법재판소는 신행정수도법 위헌 확인 결정에서 기본적 헌법사항에 대해 국내법질서에서 성문의 헌법과 같은 효력을 갖는 헌법적 사항에 대한 관습법이 성립할 수 있으며, 신행정수도의 건설을 위한 특별조치법은 서울을 수도로 하는 관습헌법에 위반되므로 수도 이전을 위해서는 성문헌법과 같은 개헌 절차가 필요하다고 판시하여 대한민국에서의 관습헌법의 존재를 긍정한 바 있다.

### 경성헌법
대한민국 헌법의 개정 및 제정의 절차는 일반 법률의 개정이나 제정의 절차보다 까다롭다. 일반 법률이 국회의 의결을 통해 제·개정하게 되는 반면에, 대한민국 헌법은 국회 재적의원의 과반수 또는 대통령의 발의로 개정안을 제안하도록 하고 있으며(헌법 제128조), 국회 재적의원 3분의 2 이상의 찬성과 국민투표에서 국회의원 선거권자 과반수의 투표 및 투표자 과반수의 찬성을 얻도록 규정하고 있다(헌법 제130조). 이는 헌법이 국가의 기본적 질서를 확실하게 규정하고, 이를 개변하기 어렵도록 하기 위해서이다. 그만큼 고치기 어려워서 21세기부터 여전히 온전한 헌법의 모습을 갖추고 있다.
이렇게 헌법의 개정절차가 일반 법률의 개정보다 복잡하고 어려운 헌법을 경성헌법이라고 하며, 대한민국 헌법은 경성헌법에 해당한다. 대비되는 개념은 헌법의 개정절차가 일반 법률의 개정절차와 비슷하거나 같은 경우를 뜻하는 연성헌법이다.

## 기본 원리 및 이념
대한민국 헌법의 기본 원리에 대해서는 학설이 다양하지만, 대개 공통적으로 자유민주주의와 법치주의, 사회국가를 들고 있다.
헌법의 기본 원리란 헌법에 내재되어 있는 국가의 근본이념으로서 모든 법률 해석의 기준이 되며 일반적으로는 전문(前文)이나 서(序)에서 그 대강을 밝히고 다시 본문 각조에서 구체화시키고 있다.
현행 대한민국 헌법도 전문에서 헌법의 유래·기본 원리·국민적 결의 및 제정과정을 밝히고 있는데 그 내용은 다음과 같다. ‘유구한 역사와 전통에 빛나는 우리 대한국민은 3·1 운동으로 건립된 대한민국 임시정부의 법통과 불의에 항거한 4·19 민주이념을 계승하고’라고 선언하여 문화적 역사국가라는 점과 국가의 정통성 및 민주주의가 국가 건국의 기초 이념임을 밝히고 있다.
이하에서 ‘조국의 민주개혁과 평화적 통일의 사명에 입각하여 정의·인도와 동포애로써 민족의 단결을 공고히 하고 모든 사회적 폐습과 불의를 타파하며’라고 선언하여 민족적·역사적 사명인 조국의 통일과 민주적 개혁에 대한 국민적 결의를 밝히고 있다.
그 구체화로서 ‘자율과 조화를 바탕으로 자유 민주적 기본 질서를 더욱 확고히 하여 정치·경제·사회·문화의 모든 영역에서 각인의 기회를 균등히 하고 능력을 최고도로 발휘하게 하며, 자유와 권리에 따르는 책임과 의무를 완수하게 하여’라고 선언하여 국가의 기본 질서체계가 자유·평등·복지를 기초로 하는 민주주의·자유주의·기본권 존중주의이며, 그에 대응하는 국민의 책임과 의무의 이행을 밝히고 있다.
이하에서 ‘안으로는 국민생활의 균등한 향상을 기하고 밖으로는 항구(恒久)적인 세계평화와 인류공영에 이바지함으로써 우리들과 우리들의 자손의 안전과 자유와 행복을 영원히 확보할 것을 다짐하면서’라고 선언하여 복지국가 건설, 국제 평화주의 수호 이념을 밝히고 있다. 결어(結語)에서 헌법의 개정이 국민투표에 의하였음을 밝혀 국민 주권주의 원리를 나타내고 있다.

### 자유 민주주의
자유를 가진 국민이 주인이 되어 모든 사회, 문화, 경제 등의 정책을 결정하는 정치 제도를 말한다.

#### 국민 주권
헌법 제1조 2항은 ‘대한민국의 주권은 국민에게 있고 모든 권력은 국민으로부터 나온다’고 함으로써 국민 주권주의를 명백히 하고 있다. 국민 주권주의는 국민을 국가의 시원적(始源的)인 지배권의 연원으로 하는 원리이기 때문에 국민 자치에 의하여 실현되며, 국민 자치는 민주적 정치조직의 기본이 되지 아니할 수 없다. 따라서 국민 주권주의는 국민 자치를 실현하기 위한 여러 가지 정치 형식의 확립을 요구하게 된다. 근대 민주국가에서 국민 자치를 정치 형식으로서 채택·확립한 경우에는 첫째로 직접 민주제와 간접 민주제가 있고, 둘째로 지방 자치제가 있다.

##### 직접 민주제와 간접 민주제
국민 자치의 정치 형식으로서 우선 생각할 수 있는 것은 직접 민주제와 간접 민주제이다. 직접 민주제는 직접입법이라고도 하며, ‘일반적으로는 국민투표’라고 불리고 있다. 국민투표제에는 국민표결·국민발안·국민소환 등이 있다. 직접 민주제하에서는 국민이 관념적으로 통치권의 연원으로 머물러 있는 데 불과하지 아니하고 현실적으로 투표의 방법에 의하여 국가의사를 결정하고, 통치권의 작용을 담당하기 위하여 국가의사를 결정하고, 통치권의 작용을 담당하기 때문에 치자와 피치자의 자동성의 원리, 즉 국민 자치의 이념이 고도로 실현될 수 있다. 그러나 직접 민주제는 극히 제한된 여건하에서만 그것을 효율적으로 운용하기 때문에 직접 민주제를 국민 자치를 실현하는 원칙적 제도로 삼는 데는 많은 곤란이 있다.
간접 민주제는 국민이 그의 대표를 통하여 간접적으로 국정 운영에 참여하는 국민 자치의 정치 형식이다. 그러므로 간접 민주제를 ‘대표민주제’라고 부르기도 하며, 오히려 일반적으로는 대표민주제를 국민 자치를 실현하는 원칙적인 정치 형식으로 채택·확립하고 있다. ‘대표민주제’는 국민의 공선에 의한 대표, 즉 의원으로 구성되는 합의체인 국회가 국민을 대표하여 입법 기타 중요한 국가의사를 결정하는 정치제도를 의미한다. 우리 헌법도 간접 민주제를 통해서 국민 자치를 실현하는 것을 원칙으로 하면서 부분적으로 직접 민주제의 방법을 채택하고 있다.
즉 대통령·국회의원·공무원 선거권(제24·47·67·118조), 공무담임권(제25조), 대통령이 부의한 외교·국방·통일 기타 국가안위에 관한 중요정책에 대한 국민투표(제72조)와 헌법 개정안 확정에 관한 국민투표(제130조) 등의 직접 민주제적인 요소를 가미하여 이른바 혼합정체를 이루고 있다.

##### 지방 자치제
국민 자치를 실현하기 위한 또 하나의 정치 형식으로서 근대 민주주의 국가가 원칙적으로 채택·확립하고 있는 제도이다. 지방 자치제는 국가 내의 각 지역주민의 자치를 존중하여 민주정치의 기초로 하려는 제도적 의의를 가진다. 또한 행정제도의 민주화를 위하여도 최소한의 복리와 행정에 관하는 한 지방주민의 자치에 맡기도록 하는 것이 이론적으로 요청된다. 한국도 제헌헌법에서 지방 자치에 관한 명문조항을 실시하여, 1949년 지방 자치법을 제정·공포하였고, 제1·2공화국 당시에는 지방의회가 해산된 이후 1989년 마련된 지방 자치법에 의하여 1991년 기초의회선거와 광역의회선거가 있었다. 그리고 1995년 6월 27일 4대 지방선거를 실시함으로써 비로소 본격적인 지방 자치시대를 열게 되었다.

#### 복수 정당제
헌법 제8조 1항의 '정당의 설립은 자유이며, 복수정당제는 보장된다.'는 명문에 의해 대한민국은 복수정당제를 보장하고 있다. 단일정당제는 자칫 일당 독재 체제로 갈 수가 있기 때문에 복수정당의 설립 허용은 민주주의 국가에서는 당연히 보장되어야 하는 기본적인 자유 중의 하나이다.

#### 선거 제도
제24조와 제41조, 제67조를 통해 국민의 선거권과 국회의원 및 대통령 선거에서의 보통·평등·직접·비밀선거를 보장하고 있으며, 제 7장 선거관리를 통해 선거와 국민투표의 관리에 대해 서술하고 있다. 구체적인 선거의 내용, 지방의회 의원 및 지방자치단체장의 선거는 별도의 법률로 규정하고 있다.

##### 선거권과 피선거권
- 선거권: 선거권을 국민에게 부여하고 있으나, 헌법에서 규정한 것은 아니다. 현행 선거법에 따르면 만18세 이상이어야 한다.
- 피선거권: 40세 이상의 국민은 대통령의 피선거권이 있으며, 25세 이상의 국민은 국회의원의 피선거권이 있다. 또한 대통령의 피선거권은 국회의원의 피선거권이 있어야 한다고 규정하고 있다.

##### 대통령의 선거
임기만료로 인한 대통령 선거는 임기만료일 전 70일 이후 첫 번째 수요일에 실시한다.(2004년 3월 선거법 개정시, 목요일에서 수요일로 변경) 대통령의 궐위로 인한 선거 또는 재선거는 선거 실시 사유가 확정된 때로부터 60일 이내에 실시하되 선거일은 늦어도 선거일 전 29일에 대통령 또는 대통령 권한 대행자가 공고한다.

###### 대통령 당선자
중앙선거관리위원회는 유효투표의 다수를 얻은 자를 대통령 당선자로 결정한다. 다만 대통령 후보자가 1인일 때에는 그 득표수가 선거권자 총수의 3분의 1이상이 아니면 대통령으로 당선될 수 없다. 최고득표자가 2인 이상이면 최고득표자에 대하여 국회가 결선투표를 함으로써 다수득표자를 당선인으로 한다.

##### 국회의원의 선거
국회의원의 선거권자는 선거일 현재 만 18세 이상의 국민이다. 다만 공직선거 및 선거부정방지법 제18조에 규정된 결격사유가 있는 자와 선거인명부에 등재되지 아니한 자는 선거권이 없다. 국회의원으로 선출될 수 있는 자는 선거일 현재 만 18세 이상의 국민으로서 결격사유가 없는 자이다. 결격사유는 공직선거법 제19조에 상세히 규정되어 있다.

###### 선거구와 의원정수
헌법은 국회의원 정수의 하한선을 200인 이상으로 규정하고 있을 뿐 선거구와 비례대표제 기타 선거에 관한 사항은 법률로 정하도록 하고 있다. 선거구에는 지역선거구와 비례대표의 2종이 있다. 공직선거법은 지역선거구와 비례대표의 2종이 있다. 공직선거법은 시·도의 구역 안에서 인구·행정구역·지세·교통 기타의 조건을 고려하여 253개의 선거구를 설정하고 있다. 국회는 253명의 지역구 선출의원과 47명의 비례대표의원을 합하여 총 300명으로 구성된다.

##### 선거공영제
선거공영제라 함은 선거운동의 자유방임으로 말미암아 야기되는 폐단을 방지하기 위하여 국가가 선거를 관리하고 그에 소요되는 선거비용을 국가의 부담으로 하거나 후보자의 기탁금 중에서 공제함으로써 선거의 형평을 기하고 선거비용을 경감하며 나아가 공명선거를 실현하려는 선거제도를 말한다. 헌법 제116조 제2항은 '선거에 관한 경비는 법률이 정하는 경우를 제외하고는 정당 또는 후보자에게 부담시킬 수 없다'라고 규정하고 있다. 이와 같이 현행 헌법은 선거운동에 있어 기회균등과 선거비용 국가부담을 바탕으로 하는 철저한 선거공영제를 선거운동의 기본원칙으로 하고 있다. 따라서 모든 선거운동은 각급 선거관리위원회의 관리하에 법률이 정한 범위 안에서 하되 균등한 기회가 보장되어야 한다. 헌법이 선거공영제를 채택한 것은 각급 공직선거에 있어 선거의 공정성과 선거운동상 기회균등성을 보장하고 나아가 선거비용의 낭비를 억제하는 데에 그 취지가 있는 것이다.

### 법치주의

#### 기본권의 존중주의
대한민국 헌법은 제2장에서 제10조부터 제37조까지 인간의 존엄과 가치의 선언 및 평등의 원리, 자유권, 참정권, 사회권 등을 규정하고 있다.
헌법 제10조는 ‘모든 국민은 인간으로서의 존엄과 가치를 가지며, 행복을 추구할 권리를 가진다. 국가는 개인이 가지는 불가침의 기본적 인권을 확인하고 이를 보장할 의무를 가진다’라고 함으로써 기본권 존중주의를 규정하고 있다. 이것은 근대적 헌법의 핵심이며, 헌법이 민주주의를 기본 원리로 하고 민주주의가 ‘인간의 존엄과 가치’를 기본적인 가치 내용으로 하는 한 기본권 존중주의는 민주적 헌법질서 자체를 의미한다.
이와 같은 기본권 존중주의는 헌법 제2장의 각 조항에서 구현되고 있다. 헌법이 보장하는 기본적 인권의 내용은 자유적 기본권만이 아니라 사회정의의 원칙에 입각한 사회적 기본권을 제한하는 경우에도 법률로써 하되 국가안전보장·질서유지 또는 공공복리를 위하여 필요한 경우에 한정하고 있을 뿐 아니라 자유와 권리의 본질적 내용은 침해할 수 없게 하고 있다(37조). 헌법은 또 이와 같은 기본권 존중주의의 선언에만 그치지 아니하고 나아가 자유와 권리가 현실적으로 침해된 경우에 그 회복과 구제를 위한 상세한 절차까지 규정하고 있다. 청원권(26조), 재판청구권(27조), 형사보상청구권(28조), 국가배상청구권(29조) 등의 보상이 바로 그것이다. 그 밖에도 헌법은 기본권존중의 보루로서 제111조 1항에서 헌법재판소에 의한 위헌심사제를 채택하고 있다(제6장).

#### 권력 분립
국가의 권력을 여러 국가기관에 분산되어 각 기관이 서로 견제하고 균형을 이루게 하는 것이 권력분립의 원리이다. 이는 개인의 자유와 권리를 효과적으로 보호할 수 있게 하는데, 대한민국 헌법은 입법권은 대한민국 국회에, 행정권은 대통령을 수반으로 하는 대한민국 정부에, 사법권은 법원에 속하게 하여 권력분립의 원리를 채택하고 있다.
또한 지방자치제도를 통한 중앙 정부와 지방자치단체 사이의 수직적인 권력 통제, 직업 공무원 제도를 통한 관료조직과 정치세력 사이의 권력 통제, 복수정당제를 통한 여당과 야당 사이의 권력 통제, 헌법재판제도를 통한 권력 통제 등을 통해 기능적인 권력 통제를 규정하고 있다.
권력 분립주의란 국가권력을 입법·사법·행정의 삼권으로 분립시켜 각각 별개의 국가기관으로 하여금 담당케 함으로써 상호 견제와 균형을 취하게 하여 국가권력의 행사에서 그 남용을 방지할 것을 국가권력 조직상의 원칙으로 한다는 것이다. 그러므로 입법권은 국회에게, 행정권은 정부에게, 그리고 사법권은 법원에게 각각 귀속시킴으로써 국가권력의 분리·분립을 미리 정하게 된다.
권력 분립은 이론상 당연히 민주주의로부터 도출되는 원리는 아니라고도 할 수 있지만, 국가권력의 과도한 집중과 그에 따라 야기되는 남용을 방지하고
그 반사적 효과로써 국민의 자유에 봉사하는 제도이므로 결국은 기본적 인권의 보장을 위한 불가결의 민주적 제도라고 할 수 있다. 유명한 1789년의 프랑스 인권선언도 권력분립을 민주적 정치조직의 원리로서 헌법의 필수적 내용의 하나가 된다고 주장하였다. 그리하여 권력 분립주의는 근대 민주주의 국가의 정치조직에 관한 원리로서 기본권 존중주의와 더불어 근대적 헌법의 필수적 내용으로 되고 있다.
권력 분립주의에 근거한 국가권력의 구조, 즉 정부조직형태를 대별하면 ‘의원내각제’와 ‘대통령중심제’의 두 가지 유형으로 구별될 수 있다. 양자의 특징적 차이점은 주로 입법권과 행정권을 분리·분립시키는 데 있어, 의원내각제의 경우 두 부분을 비교적 밀접한 관계를 유지하도록 하는 데 반하여, 대통령중심제의 경우 두 부분의 관계를 엄격하게 분리·분립시키는 데 있다.
대한민국헌법은 40조·66조 4항·101조 1항에서 행정권은 정부에게, 입법권은 국회에게, 사법권은 법원에게 속하게 함으로써 원칙적으로 삼권분립주의를 규정하고 있다. 여기서 ‘원칙적’이라는 의미는 대한민국 헌법의 경우에는 전통적인 권력분립에 대한 예외규정이 적지 않다는 뜻이다. 첫째 국가원수인 동시에 행정부의 수반인 대통령이 국가의 보위와 국가의 안전, 그리고 국정의 조정을 위하여 몇 가지 ‘대권(大權)'을 가지고 있다. 중요 정책에 관한 국민투표부의권, 긴급처분·명령권, 대법원장·대법관의 임명권 등은 입법작용과 사법작용에 대한 중대한 제약을 가할 수 있는 권력분립에 대한 예외규정이 아닐 수 없다. 둘째 권력간의 견제와 균형, 그리고 국가기능의 통일성을 유지하기 위하여 권력분립에서 다음과 같은 예외가 인정되고 있다.
(1) 국회는 행정부에 대하여 탄핵소추권(65조), 국무총리 또는 국무위원의 해임건의권(63조), 국무총리 임명동의권(86조 1항), 계엄 해제 요구권(77조 5항), 일반사면에 대한 동의권(79조 2항), 국무총리·국무위원 등에 대한 국회 출석·답변요구 및 질문권(62조), 국정조사권(61조), 일정한 조약의 체결·비준에 대한 동의권 및 선전포고·국군의 해외파견 등에 대한 동의권(60조), 예산안 심의·확정권(54조) 등을 가지고 있으며, 사법부에 대해서는 대법원장·대법관 임명에 대한 동의권(104조), 탄핵소추권(65조), 법원의 설치·조직에 관한 법률제정권(102조 3항), 법원의 예산안 심의·확정권 등을 가지고 있다.
(2) 행정부는 국회에 대하여 법률안 제출권(52조), 대통령의 법률안 거부권(53조 2항), 명령제정권(75조), 국회예산안 편성·제출권(54조), 정당해산 제소권(8조 4항), 대통령의 임시국회 소집요구권(47조 1항), 국회에서의 의견표시권(81조) 등을 가지며, 사법부에 대해서는 대통령의 대법원장과 대법원 판사 임명권(104조 1·2항), 대통령의 사면·감형·복권에 관한 권한(79조 1항), 법원 예산안 편성·제출권(54조 2항) 등을 가지고 있다.
(3) 사법부도 국회에 대하여 위헌법률 심사제청권(107조), 대법원의 규칙제정권(108조), 국회규칙 심사권(107조) 등을 가지며, 행정부에 대해서는 규칙심사권과 행정심판권 등을 가지고 있다.

#### 행정의 합법률성
대한민국 헌법은 제75조에서 행정부의 행정입법권을 부여하면서도, 포괄적인 위임입법은 금지하고 있다. 또한 대법원이 명령·규칙·처분에 대하여 위헌 또는 위법 심사를 할 수 있도록 규정하여(제107조 2항) 행정의 합법률성을 규정하고 있다.
또한 행정심판에도 사법 절차가 준용되도록 규정하고(제107조 3항), 행정 각 부(제96조)와 감사원(제100조), 선관위(제114조 6·7항)의 조직과 직무범위 등을 법률로 정하게 하며, 조세의 종목과 세율은 법률로 정하도록 규정하고 있다(제59조).

#### 적법 절차의 원리
적법 절차란 개인의 권리를 보호하기 위하여 국가가 정한 법적 절차를 말하는 것이다. 현행 대한민국 헌법은 제12조에 미국의 적법절차를 명문으로 규정하였다. 그동안 헌법해석으로 적법절차를 인정하는 견해가 있었다가, 현행 헌법에 명문화하게 되었다. 헌법은 미국에서의 해석을 완전하게 수용하고 있다. 즉, 적법절차에 서의 "법"이란 자연법을 포함하는 것으로 해석되고 있다. "절차"는 절차 뿐 아니라 내용도 의미하는 것으로 해석되고 있다. 즉, 자연법적으로 풀이하면, 헌법 제12조의 적법절차란 "자연법에 적합한 내용과 절차"를 의미한다. 또한 헌법에 명시되지 않은 기본권을 도출하는 경우 원리, 원칙, 제도 등에서 기본권이 바로 도출되는 경우 이외에는 헌법 제10조 또는 제37조 제1항에 의해서 도출된다.

- 헌법 제10조

모든 국민은 인간으로서의 존엄과 가치를 가지며, 행복을 추구할 권리를 가진다.

 국가는 개인이 가지는 불가침의 기본적 인권을 확인하고 이를 보장할 의무를 진다. 

- 헌법 제37조 제1항

국민의 자유와 권리는 헌법에 열거되지 아니한 이유로 경시되지 아니한다.

반면에, 대한민국은 미국의 적법절차원리의 판례이론을 대부분 수용하고 있는데, 미국의 적법절차 이론에 의하면, 헌법에 명시되지 않은 기본권을 자연권에서 도출하는데, 자연권을 직접 표현하지는 않으며 미국 수정헌법 제14조의 적법절차조항에서 도출하고 있다. 대한민국은 현행의 제9차 개정헌법 제12조 제1항 제3항에서 적법절차를 명문으로 규정하고 있다.

- 헌법 제12조 제1항

모든 국민은 신체의 자유를 가진다.

 누구든지 법률에 의하지 아니하고는 체포·구속·압수·수색 또는 심문을 받지 아니하며,

 법률과 적법한 절차에 의하지 아니하고는 처벌·보안처분 또는 강제노역을 받지 아니한다.

- 헌법 제12조 제3항

체포·구속·압수 또는 수색을 할 때에는 적법한 절차에 따라 검사의 신청에 의하여 법관이 발부한 영장을 제시하여야 한다.

 다만, 현행범인인 경우와 장기 3년이상의 형에 해당하는 죄를 범하고 도피 또는 증거인멸의 염려가 있을 때에는 사후에 영장을 청구할 수 있다.

### 복지 국가
복지국가란 모든 국민에게 최소한의 인간다운 생활은 물론 적정한 생활 수준의 보장(평등)을 목표로 하는 국가로, 복지국가라고도 한다. 복지국가는 20세기 이후 빈부 격차 등의 사회적 문제가 심해지자 자본주의의 수정이 요구되어 나온 원리이다. 헌법은 전문에서 '모든 영역에 있어서 각인의 기회를 균등히 하고, 안으로는 국민생활의 균등한 향상을 기하고'라는 내용을 명시함으로써 대한민국이 복지국가임을 알리고, 기본권 보장, 경제 규제 등의 구체적 방안을 제시하고 있다. 또한, 34조 3항에서 여성 우대를 규정하고 있다.

### 문화 국가
문화국가란, 국가가 적극적으로 문화의 발전을 장려하는 국가를 말한다. 헌법은 전문이나 대통령 선서를 통해 대한민국이 유구한 역사와 전통을 가졌음을 강조했다. 또 제9조에서 '국가는 전통문화의 계승·발전과 민족문화의 창달에 노력해야 한다'고 명기함으로써 국가에게 문화를 발달시킬 의무를 부여했다. 그 외에 문화국가의 실현을 위해 인간 존엄성의 존중과 교육 제도등을 확립하고 있다.

### 평화 국가
헌법은 전문에서 ‘밖으로는 항구적인 세계평화와 인류공영에 이바지함으로써’라 하고, 제5조 1항에서 ‘대한민국은 국제평화의 유지에 노력하고 침략적 전쟁을 부인한다’라고 하여 국제 평화주의, 곧 평화 국가의 원리를 표방하고 있으며, 2항에서 ‘국군은 국가의 안전보장과 국토방위의 신성한 의무를 수행함을 사명으로 하며’라고 하여 국군의 사명을 자위전쟁에 국한시키고 있다. 이러한 우리 헌법에서의 평화주의는 국제적인 차원에서뿐만 아니라 한반도문제에도 그대로 적용된다.
전문의 ‘조국민주개혁과 평화적 통일의 사명에 입각하여’라는 규정과 제66조 3항의 ‘대통령은 조국의 평화적 통일을 위한 성실한 의무를 진다’라는 규정, 제69조 ‘대통령은 취임에 즈음하여 조국의 평화적 통일을 선서합니다’라는 규정 및 제98조 1항 ‘평화통일정책의 수립에 관한 대통령의 자문에 응하기 위하여 민주평화통일자문회의를 둘 수 있다’라는 규정들은 우리 헌법이 조국의 평화적 통일을 지향하고 있음을 말해주는 것이다.
또 제6조 1항의 ‘헌법에 의하여 체결·공포된 조약과 일반적으로 승인된 국제법규는 국내법과 같은 효력을 가진다’라는 규정에 의하여 국제법 존중주의가 구체화되고 있다.
국민의 안전과 자유와 행복은 비단 국가권력에 의하여만 위협을 받고 있는 것이 아니라 전쟁·국제분쟁에 의하여도 침해를 받게 될 가능성이 크기 때문에 기본권 존중주의와 더불어 국제 평화주의는 민주주의의 본질적 가치 내용인 인간의 존엄을 보장하고 실현하는 원리로 되는 것이다.

## 문제점
- 각종 맞춤법이 맞지 않아 개헌이 필요하다는 의견이 있다.[6]
- 대한민국 제헌 헌법 원본은 분실되었다고 2005년 감사원이 밝혔다.[7]

## 같이 보기
- 대한민국 제헌 헌법
- 대한민국 임시 헌법
- 대한민국 임시 헌장
- 헌법
- 권리
  - 평등권
  - 자유권

- 정부조직법
- 국적법
- 공직선거법
- 정당법